# Les Dingues et les Paumés
Pistes de Soleil cherche futur
Ad orgasmum æternum Exit to Chatagoune-Goune
Les Dingues et les Paumés est une chanson de Hubert-Félix Thiéfaine sortie en 1982 sur l'album Soleil cherche futur.

## Inspirations et thèmes
La chanson fait référence à de nombreux auteurs (Baudelaire, Lautréamont, Hölderlin).
Les thèmes abordés sont typiques du lyrisme de Thiéfaine : la folie, avec la consommation de drogues en filigrane. Les paroles allégoriques évoquent de nombreux symboles ou sous-thèmes : la psychose hallucinatoire, l'usage de stupéfiants, la solitude et le psychonautisme, toujours teintées d'allusions à la culture chrétienne.

## Reprises
- Devenue une chanson emblématique de Thiéfaine, on la retrouve sur tous les lives et compilations de l'auteur (à l'exception d'En concert vol.2).
- En 2002, dans l'album de reprises Les Fils du coupeur de joints, elle est interprétée par Mister Gang.